# Vittime delle Brigate Rosse
Si stima che le vittime delle Brigate Rosse siano state 83, nel periodo compreso dal 1974 al 2003.
Sergio Zavoli, nell'inchiesta La notte della Repubblica, ha sostenuto che dal 1974 (anno dei primi omicidi a esse attribuiti) al 1988 le Brigate Rosse hanno rivendicato 80 omicidi, in gran parte agenti della Polizia di Stato e dell'Arma dei Carabinieri, dirigenti d'industria e anche magistrati e uomini politici.
A questi omicidi vanno aggiunti i ferimenti, i sequestri di persona e le rapine compiute per finanziare l'organizzazione.

## Brigate Rosse

### Anni settanta
- Alessandro Quaranta - 12 Marzo 1974 - Militante del MSI[senza fonte]
- Graziano Giralucci - 17 giugno 1974 - Militante del MSI[2].
- Giuseppe Mazzola - 17 giugno 1974 - Militante del MSI[2].
- Felice Maritano - 15 ottobre 1974 - Carabiniere[2].
- Andrea Lombardini - 5 dicembre 1974 - Carabiniere[2]
- Giovanni D'Alfonso - 5 giugno 1975 - Carabiniere[3].
- Antonio Niedda - 4 settembre 1975 - Poliziotto[4].
- Francesco Coco - 8 giugno 1976 - Magistrato[2].
- Antioco Deiana - 8 giugno 1976 - Carabiniere di scorta a Francesco Coco[2].
- Giovanni Saponara - 8 giugno 1976 - Poliziotto di scorta a Francesco Coco[2].
- Francesco Cusano - 2 settembre 1976 - Poliziotto[4].
- Sergio Bazzega - 15 dicembre 1976 - Poliziotto[2].
- Vittorio Padovani - 15 dicembre 1976 - Poliziotto[2].
- Fulvio Croce - 28 aprile 1977 - Avvocato[2].
- Carlo Casalegno - 29 novembre 1977 - Giornalista - Ferito a morte durante l'agguato del 16 novembre[2].
- Riccardo Palma - 14 febbraio 1978 - Magistrato[2].
- Rosario Berardi - 10 marzo 1978 - Poliziotto[4].
- Raffaele Iozzino - 16 marzo 1978 - Poliziotto di scorta ad Aldo Moro[3].
- Oreste Leonardi - 16 marzo 1978 - Carabiniere di scorta ad Aldo Moro[3].
- Domenico Ricci - 16 marzo 1978 - Carabiniere di scorta ad Aldo Moro[3].
- Giulio Rivera - 16 marzo 1978 - Poliziotto di scorta ad Aldo Moro[3].
- Francesco Zizzi - 16 marzo 1978 - Poliziotto di scorta ad Aldo Moro[3].
- Lorenzo Cotugno - 11 aprile 1978 - Poliziotto Penitenziario[3].
- Francesco Di Cataldo - 20 aprile 1978 - Poliziotto Penitenziario[3].
- Aldo Moro - 9 maggio 1978 - Politico e giurista[3].
- Antonio Esposito - 21 giugno 1978 - Poliziotto[4].
- Piero Coggiola - 28 settembre 1978 - Dirigente della Lancia di Chivasso[4].
- Girolamo Tartaglione - 10 ottobre 1978 - Magistrato[2].
- Salvatore Lanza - 15 dicembre 1978 - Poliziotto[4].
- Salvatore Porceddu - 15 dicembre 1978 - Poliziotto[4].
- Guido Rossa - 24 gennaio 1979 - Operaio e sindacalista[2].
- Italo Schettini - 29 marzo 1979 - Militante della DC[4].
- Antonio Mea - 3 maggio 1979 - Poliziotto[5].
- Pierino Ollanu - 10 maggio 1979 - Poliziotto - Ferito a morte durante l'attacco del 3 maggio[5].
- Antonio Varisco - 13 luglio 1979 - Tenente colonnello dei carabinieri[2].
- Michele Granato - 9 novembre 1979 - Poliziotto[4].
- Luciano Milani - 19 novembre 1979 - Carabiniere[6]
- Vittorio Battaglini - 21 novembre 1979 - Carabiniere[7].
- Mario Tosa - 21 novembre 1979 - Carabiniere[8].
- Domenico Taverna - 27 novembre 1979 - Poliziotto[4].
- Mariano Romiti 7 dicembre 1979 - Poliziotto[4].

### Anni ottanta
- Antonio Cestari - 8 gennaio 1980 - Poliziotto[2].
- Rocco Santoro - 8 gennaio 1980 - Poliziotto[2].
- Michele Tatulli - 8 gennaio 1980 - Poliziotto[2].
- Antonino Casu - 25 gennaio 1980 - Carabiniere[2].
- Emanuele Tuttobene - 25 gennaio 1980 - Carabiniere[2].
- Sergio Gori - 29 gennaio 1980 - Dirigente industriale della Montedison di Porto Marghera[2].
- Vittorio Bachelet - 12 febbraio 1980 - Giurista e politico[2].
- Nicola Giacumbi - 16 marzo 1980 - Magistrato[2].
- Girolamo Minervini - 18 marzo 1980 - Magistrato[5].
- Alfredo Albanese - 12 maggio 1980 - Poliziotto[4].
- Pino Amato - 19 maggio 1980 - Politico[4].
- Renato Briano - 12 novembre 1980 - Dirigente industriale, direttore del personale della Marelli di Sesto San Giovanni[4].
- Manfredo Mazzanti - 28 novembre 1980 - Dirigente industriale della Falck[4].
- Enrico Riziero Galvaligi - 31 dicembre 1980  - Generale dei carabinier[2].
- Luigi Marangoni - 17 febbraio 1981 - Medico[9].
- Raffaele Cinotti - 7 aprile 1981 - Agente di Custodia[10].
- Mario Cancello - 27 aprile 1981 - Autista[5].
- Luigi Carbone - 27 aprile 1981 - Poliziotto[5].
- Sebastiano Vinci - 19 giugno 1981 - Poliziotto[4].
- Giuseppe Taliercio - 6 luglio 1981 - Ingegnere e dirigente d'azienda della Montedison[2].
- Roberto Peci - 3 agosto 1981 - Fratello del pentito Patrizio Peci[2].
- Aldo Iermano - 24 aprile 1982 - Autista di Raffaele Delcogliano.
- Raffaele Delcogliano - 27 aprile 1982 - Politico[4], assessore regionale al lavoro della Campania per la Democrazia Cristiana[11].
- Antonio Ammaturo - 15 luglio 1982 - Poliziotto[4].
- Pasquale Paola - 15 luglio 1982 - Poliziotto[4].
- Valerio Renzi - 16 luglio 1982 - Carabiniere[12].
- Antonio Bandiera - 26 agosto 1982 - Poliziotto[13].
- Mario De Marco - 29 agosto 1982 - Poliziotto - Ferito a morte durante l'attacco del 26 agosto a un trasporto di armi[14].
- Antonio Palombo - 23 settembre 1982 - Militare italiano - Ferito a morte durante l'attacco del 26 agosto a un trasporto di armi[15].
- Sebastiano D'Alleo - 21 ottobre 1982 - Guardia giurata in servizio a una banca[16].
- Antonio Pedio - 21 ottobre 1982 - Guardia giurata in servizio a una banca[17].
- Germana Stefanini 28 gennaio 1983 - Poliziotto Penitenziario[18].
- Leamon Ray Hunt - 15 febbraio 1984 - Diplomatico statunitense[2].
- Ottavio Conte - 9 gennaio 1985 - Poliziotto[5].
- Ezio Tarantelli - 27 marzo 1985 - Economista[2].
- Lando Conti - 10 febbraio 1986 - Politico[2].
- Rolando Lanari - 14 febbraio 1987 - Poliziotto
- Giuseppe Scravaglieri - 14 febbraio 1987 - Poliziotto
- Licio Giorgieri - 20 marzo 1987 - Ufficiale dell'Aeronautica Militare[5].
- Roberto Ruffilli - 16 aprile 1988 - Politico e docente universitario, è ucciso a Forlì da due appartenenti al  Brigate Rosse-Partito comunista combattente[2].

## Nuove Brigate Rosse

### Anni novanta
- Massimo D'Antona - 20 maggio 1999 - Docente universitario e consulente del Ministero del Lavoro

### Anni 2000
- Marco Biagi - 19 marzo 2002 - Giuslavorista e consulente del Ministero del Lavoro
- Emanuele Petri - 2 marzo 2003 - Poliziotto